# Urteil ohne Gerechtigkeit
Urteil ohne Gerechtigkeit ist ein 1996 produziertes Filmdrama des Regisseurs Tony Bill mit Sissy Spacek in der Hauptrolle.

## Handlung
Der Veteran des Vietnamkrieges Russell Cates tötet in South Carolina einen Polizisten. Er wird zum Tode verurteilt und sitzt in der Todeszelle.
Die Jugendliebe von Russell, Pam O’Brien, ist mit Keith verheiratet und hat zwei Kinder. Sie arbeitet als Lehrerin. Als sie über Russells Verurteilung erfährt, besucht sie ihn. Pam und Russell sprechen über die Fehler, die sie in ihrer Beziehung gemacht haben.

## Kritiken
Frederic and Mary Ann Brussat schrieben auf SpiritualityandPractice.com, das Drama sei 'unwiderstehlich' und 'schmerzreissend'. Er thematisiere die 'Dämonen des Vietnamkrieges'. Die Kritiker lobten die Regie sowie das Spiel von Spacek und Strathairn.

## Weitere Angaben
Der Film wurde in Toronto gedreht.